# Стасін (гміна Конопниця)
Стасін (пол. Stasin) — село в Польщі, у гміні Конопниця Люблінського повіту Люблінського воєводства.
Населення — 686 осіб (2011).
У 1975-1998 роках село належало до Люблінського воєводства.

## Демографія
Демографічна структура станом на 31 березня 2011 року:
|          | Загалом | Допрацездатний вік | Працездатний вік | Постпрацездатний вік |
| -------- | ------- | ------------------ | ---------------- | -------------------- |
| Чоловіки | 347     | 69                 | 239              | 39                   |
| Жінки    | 339     | 59                 | 199              | 81                   |
| Разом    | 686     | 128                | 438              | 120                  |